# Cladiella letourneuxi
Cladiella letourneuxi is een zachte koraalsoort uit de familie Alcyoniidae. De koraalsoort komt uit het geslacht Cladiella. Cladiella letourneuxi werd in 1944 voor het eerst wetenschappelijk beschreven door Tixier-Durivault. 